# Acorn Computer System 1
Acorn Computer System 1 (System 1) је кућни рачунар, производ фирме Acorn Computer који је почео да се израђује у Уједињеном Краљевству током 1979. године.
Користио је MOS Technology 6502 као централни микропроцесор а RAM меморија рачунара System 1 је имала капацитет од 1 kb. 

## Детаљни подаци
Детаљнији подаци о рачунару System 1 су дати у табели испод.
|                       |                                                         |
| [ 1 ]                 |                                                         |
| Произвођач            |                                                         |
| Тип                   | кућни рачунар                                           |
| Меморија              | 1                                                       |
| Поријекло             | Уједињено Краљевство                                    |
| Година                | 1979                                                    |
| Тастатура             | калкулаторски стил хексадецимална тастатура, 25 тастера |
| Процесор              |                                                         |
| Фреквенција процесора | 1                                                       |
| RAM                   | 1                                                       |
| ROM                   | 512 бајтова                                             |
| Текст                 | 8 x 1 (8 бројева 7-сегментни LED показивач)             |
| Графика               | Нема                                                    |
| Боја                  | Нема                                                    |
| Звук                  | Нема                                                    |
| Димензије             | 300 x 215 x 85 / 3 Kg                                   |
| Портови               |                                                         |
| Оперативни систем     | [[]]                                                    |